# Апшеронский 81-й пехотный полк
81-й пехотный Апшеронский полк — пехотная воинская часть Русской императорской армии.

## Организация
- В 1700 году были образованы пехотные полки Матвея Трейдена и Николая фон Вердена
- 9 июня 1724 года сформирован в ходе войны с Персией 1722—1723 годов в крепости Св. Креста как Астрабадский пехотный полк из одной роты гренадерского Зыкова полка, четырёх рот Великолуцкого и четырёх рот Шлиссельбургского пехотных полков.
- 7 ноября 1732 года — Апшеронский пехотный полк.
- 29 ноября 1796 года — Апшеронский мушкетёрский полк.
- 22 февраля 1811 года — Апшеронский пехотный полк.
- 19 августа 1812 года — резервный батальон М. А. Милорадовича присоединился к Главной армии М. И. Кутузова и был раскассирован по полкам для пополнения потерь.
- 11 августа 1863 года — Апшеронский пехотный Его Императорского Высочества Великого Князя Георгия Михайловича полк.
- 25 марта 1864 года — 81-й пехотный Апшеронский Его Императорского Высочества Великого Князя Георгия Михайловича полк.
- 8 августа 1910 года — 81-й пехотный Апшеронский Императрицы Екатерины Великой.

В 1918 году упразднён.
В честь Апшеронского полка была названа кубанская станица Апшеронская — современный город Апшеронск.

## Боевые походы

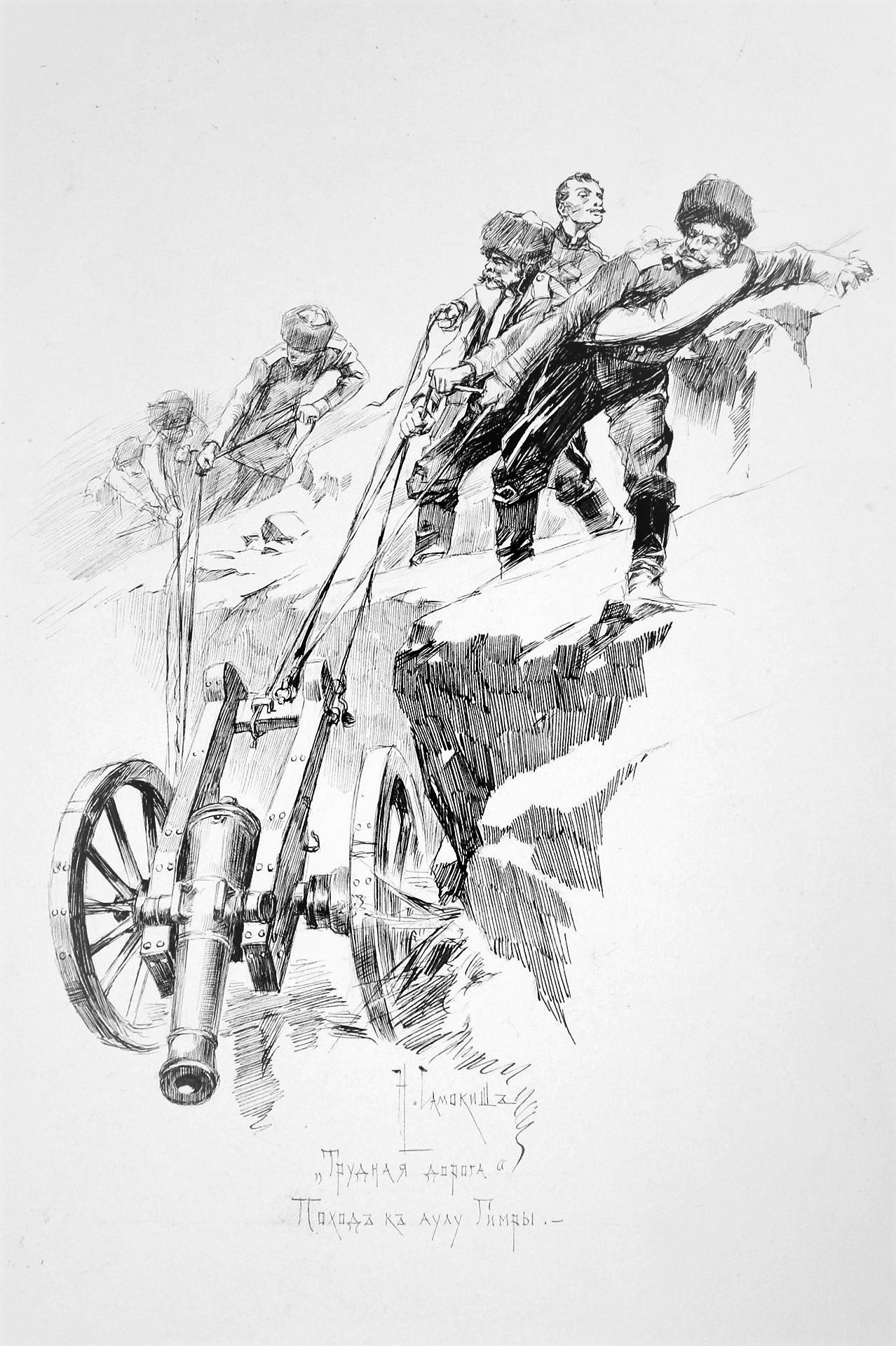
Поход к аулу Гимры. (рисунок Н. С. Самокиш) Апшеронская памятка 1894 г.

1725 г. — участвовал в подавлении восстания в Дагестане.
7.11.1732 г. — переименован в Апшеронский пехотный полк.
1735—1739 гг. — участвовал в русско-турецкой войне.
1741—1743 гг. — участвовал в русско-шведской войне.
1756—1763 гг. — участвовал в Семилетней войне.
28.09.1760 г. — участвовал во взятии Берлина.
1763—1768 гг. — участвовал в польской кампании.
1768—1774 гг. — участвовал в русско-турецкой войне.
1787—1792 гг. — участвовал в русско-турецкой войне.
1794 г. — участвовал в польской кампании.
1799 г. — участвовал в Итальянском и Швейцарском походах А. В. Суворова.
1805 г. — участвовал в сражениях при Амштеттене, Кремсе, Шенграбене, Аустерлице.
1806—1812 гг. — участвовал в русско-турецкой войне.
1812 г. — полк в составе 976 человек участвовал в сражениях при Кобрине и Городечне, отличился в боях на р. Березина.
1813 г. — полк в составе 3-й Западной армии участвовал в осаде Торна, в сражениях под Кенигсвартом и Баутценом, затем в составе своей дивизии находился в 9-м пехотном корпусе в войсках генерала Ланжерона (Силезская армия), сражался при Кацбахе, под Лейпцигом и Бриенн-ле-Шато.

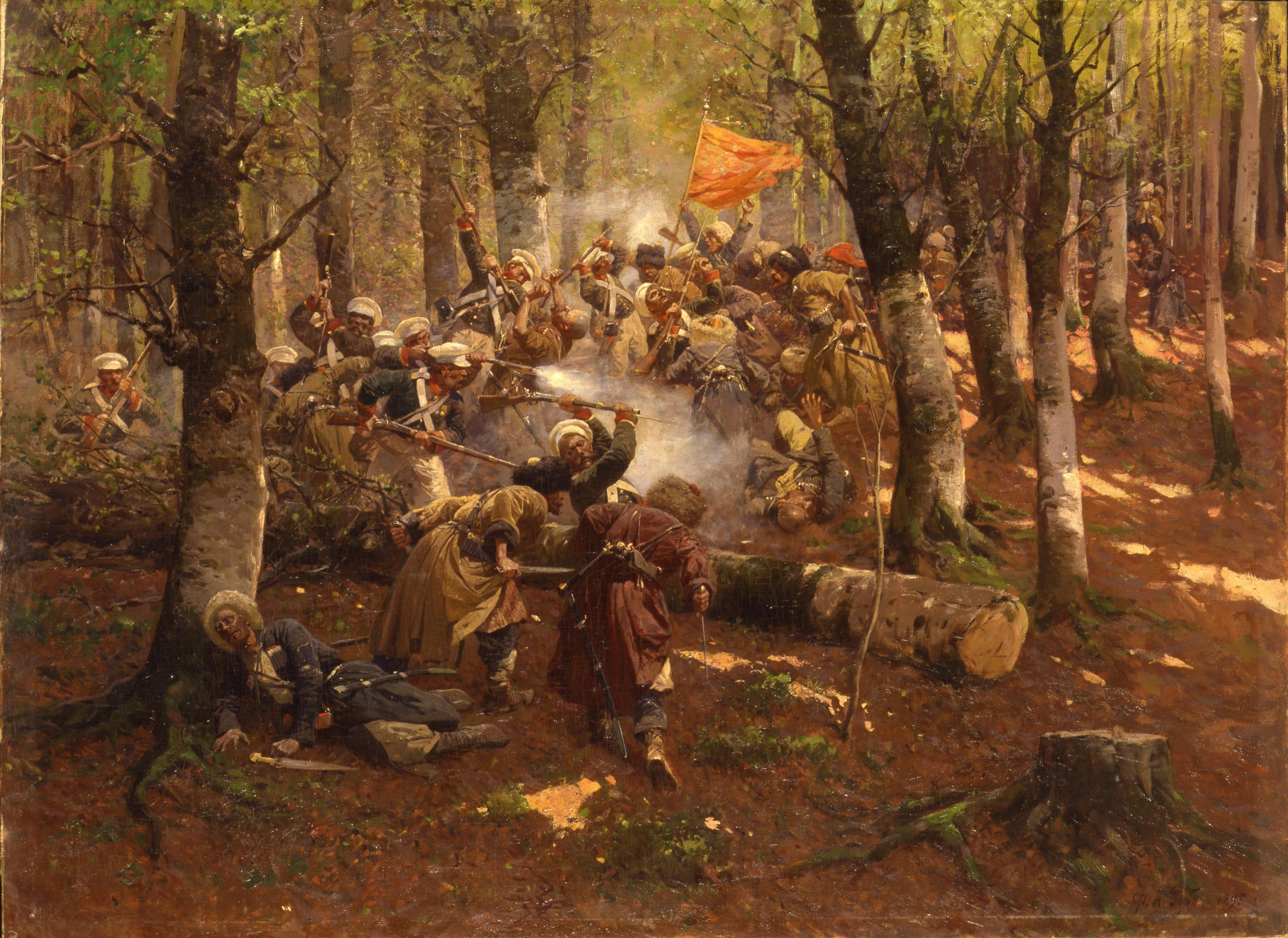
Даргинский поход. Подвиг 3-го батальона Апшеронского полка. Рубо Ф., 1895 г.

1814 г. — полк участвовал в сражениях под Шампобером, Суассоном и Парижем, к концу кампании из-за потерь фактически превратился в роту.
1815 г. — после переформирования участвовал во 2-м походе во Францию.
1815—1818 гг. — входил в состав русского оккупационного корпуса генерала М. С. Воронцова.
В 1819—1864 гг. участвовал в Кавказской войне.
В 1873 году участвовал в Хивинском походе.
В 1877 году принимал участие в подавлении восстания в Чечне и Дагестане.
В 1880—1881 гг. принимал участие в Ахал-Текинской экспедиции (осада и штурм крепости Геок-Тепе).

## Шефы
- 25.04.1762 — 05.07.1762 — генерал-майор Брахфельд, Иван
- 29.11.1796 — 10.04.1797 — генерал-лейтенант граф Румянцев, Михаил Петрович
- 10.04.1797 — 01.09.1797 — генерал-майор Корсаков, Дмитрий Васильевич
- 01.09.1797 — 27.07.1798 — генерал-майор фон Толь, Карл Фёдорович
- 27.07.1798 — 03.09.1810 — генерал-майор (с 08.11.1805 генерал-лейтенант, с 29.09.1809 генерал от инфантерии) Милорадович, Михаил Андреевич
- 03.09.1810 — 20.11.1810 — полковник Раков, Семён Ильич
- 20.11.1810 — 01.09.1814 — генерал от инфантерии (с 01.05.1813 граф) Милорадович, Михаил Андреевич
- 11.08.1863 — 04.03.1917 — великий князь Георгий Михайлович

## Командиры
- до 09.10.1725 — 26.08.1728[~ 1] — полковник фон Стралон (Фанстралан), Яков Иванович
- 1730 — 1731 — полковник Шван, Иван
- хх.хх.1733 — 23.08.1741[~ 2] — полковник Ломан, Фридрих
- 11.09.1741 — 25.04.1752 — полковник Лескин, Иван Ефимович
- 25.04.1752 — 25.12.1755 — полковник Житов-Бороздин, Андрей Богданович
- 1755 — 1756 — полковник Гинзер, Антон
- хх.хх.1756 — 01.06.1760 — полковник фон Гиршгейдт, Бернгард Юрьевич
- 01.06.1760 — 30.04.1762 — полковник князь Долгоруков, Пётр Григорьевич
- 04.05.1762 — 22.09.1768 — полковник (с 22.09.1767 бригадир) князь Голицын, Алексей Борисович
- хх.хх.1768 — 21.04.1773 — полковник Колюбакин, Сергей Иванович
- хх.хх.1773 — хх.хх.1778 — полковник Уваров, Александр Фёдорович
- хх.хх.1778 — 22.09.1786 — полковник (с 24.04.1784 бригадир) Аршеневский, Пётр Исаевич
- хх.хх.1786 — хх.хх.1789 — полковник (с 01.01.1787 бригадир) Телегин, Пётр Сергеевич
- 21.04.1789 — хх.хх.1790 — флигель-адъютант бригадир Левашов, Фёдор Иванович
- хх.хх.1790 — 03.12.1796 — полковник (с 01.01.1795 бригадир) князь Лобанов-Ростовский, Дмитрий Иванович
- хх.хх.1796 — 19.09.1797 — полковник Макаров, Евграф Фёдорович
- 19.09.1797 — 07.01.1798 — полковник граф де Вобан, Антон
- 16.08.1798 — 05.07.1800 — подполковник (с 03.10.1799 полковник) Карпов, Степан Тимофеевич
- 12.08.1800 — 18.11.1804 — полковник Инзов, Иван Никитич
- 30.01.1805 — 08.09.1805 — полковник князь Сибирский, Александр Васильевич
- 30.10.1806 — 12.01.1814 — подполковник (с 12.12.1807 полковник) Рейхель, Абрам Абрамович
- 14.01.1814 — 08.08.1817 — полковник граф Полиньяк, Ираклий Ираклиевич (Огюст Габриэль Эраклиус)
- 17.08.1817 — 07.01.1818 — подполковник Бальзар
- 07.01.1818 — 24.03.1819 — полковник Гартонг, Павел Васильевич
- 14.04.1819 — 04.11.1819 — подполковник Гарталов, Константин Фёдорович
- 04.11.1819 — 12.05.1821 — полковник Левенцов Афанасий
- 12.05.1821 — 13.09.1824 — подполковник Карчевский, Иван Станиславович
- 13.09.1824 — 10.07.1826 — подполковник Нагаткин, Пётр Александрович
- 10.07.1826 — 18.06.1830 — полковник Мищенко, Пётр Григорьевич
- 18.06.1830 — 31.01.1833 — полковник Остроухов, Матвей Васильевич
- 31.01.1833 — 30.03.1834 — полковник Гофман, Иван Иванович
- 30.03.1834 — 29.11.1834 — полковник Клюки-фон-Клугенау, Франц Карлович
- 01.01.1835 — 02.03.1837[~ 3] — флигель-адъютант полковник (с 06.12.1836 генерал-майор) граф Ивелич, Константин Маркович
- 16.04.1837 — 02.12.1839 — подполковник (с 21.08.1838 полковник) Попов, Александр Иванович
- 02.12.1839 — 16.06.1842 — полковник Симборский, Валентин Михайлович
- 25.10.1842 — 01.01.1844 — полковник Майборода, Аркадий Иванович
- 01.01.1844 — 03.11.1844 — полковник (с 26.02.1844 генерал-майор) Пассек, Диомид Васильевич
- 20.12.1844 — 01.07.1846 — полковник Ковалевский, Михаил Константинович
- 01.07.1846 — 14.07.1847[~ 4] — полковник князь Орбелиани, Захарий Дмитриевич
- 14.07.1847 — 29.03.1850 — полковник (с 06.12.1848 генерал-майор) князь Джамбакуриан-Орбелиани, Григорий Дмитриевич
- 29.03.1850 — 21.03.1853 — полковник (с 01.10.1852 генерал-майор) Кишинский, Николай Семёнович
- 21.03.1853 — 05.05.1858 — полковник Асеев, Дмитрий Кузьмич
- 05.05.1858 — 03.05.1859 — флигель-адъютант полковник граф Сумароков-Эльстон, Феликс Николаевич
- 03.05.1859 — 06.08.1865 — полковник Тергукасов, Арзас Артемьевич
- 06.08.1865 — 08.06.1867 — полковник Евдокимов, Евграф Иванович
- 08.06.1867 — 14.10.1869 — полковник Давыдов, Василий Аристархович
- 14.10.1869 — 06.01.1876 — полковник Ореус, Николай Иванович
- 06.01.1876 — 23.12.1885[~ 5]— полковник Чижиков, Лев Кузьмич
- 12.01.1886 — 16.07.1896 — полковник Ленц, Эдуард Иванович
- 31.07.1896 — 10.11.1899 — полковник Пяновский, Адам Александрович
- 28.11.1899 — 27.11.1902 — полковник Берхман, Георгий Эдуардович
- 13.12.1902 — 11.02.1905 — полковник Саранчов, Андрей Михайлович
- 07.03.1905 — 24.12.1905 — полковник Макроплио, Александр Георгиевич
- 14.01.1906 — 09.08.1906 — полковник Рахманин, Александр Александрович
- 05.09.1906 — 05.07.1910 — полковник Кучин, Николай Петрович
- 05.07.1910 — 09.02.1915 — полковник (с 09.09.1913 генерал-майор) Веселовский, Антоний Андреевич
  - 20.02.1915 — 21.03.1915 — временный командующий полковник Тетруев, Василий Гаврилович
- 05.03.1915 — 03.07.1916 — полковник (с 11.03.1916 генерал-майор) Лебединский, Евгений Васильевич
- 23.07.1916 — 20.05.1917 — полковник Пиковский, Владимир Яковлевич
- 03.06.1917 — после 25.09.1917 — полковник Иванов, Викентий Аполлонович

## Знаки отличия
1. Полковое знамя Георгиевское с надписями: «За взятие штурмом Ахульго 22 Августа 1839 года, за поход в Анди в Июне и Дарго в Июле 1845 года, за отличие при взятии Гуниба 25 Августа 1859, в Хивинском походе 1873 и за подавления восстания в Чечне и Дагестане в 1877 г.» и «1700-1900». С Александровской юбилейной лентой. Высочайший приказ от 25.06.1900 г.
2. Поход за военное отличие. Пожалован 20.09.1799 г. за отличие в Итальянском походе 1799 г.
3. Георгиевская труба с надписью: «Поспешность и храбрость, взятие г. Берлина 28 Сентября 1760 г.». Пожалована 29.10.1838 г.
4. Четыре Георгиевских рожка с надписью: «За отличие при покорении Западного Кавказа в 1864 г.». Пожалованы стрелковым ротам полка 20.07.1865 г.
5. Четыре Георгиевские трубы с надписью: «За отличие при покорении Восточного Кавказа в 1859 г.». Пожалованы 19.02.1868 г.
6. Две Георгиевские трубы с надписью: «Поспешность и храбрость, взятие г. Берлина 28 Сентября 1760 г. и за подавление восстания в Чечне и Дагестане в 1877 г.». Пожалованы 19.03.1880 г.
7. Знаки на головные уборы с надписью:
  1. в 1-й роте — «За отличие в 1857 г. и в Хивинском походе в 1873 г.». Пожалованы 17.04.1875 г.
  2. 2-4-й ротах — «За отличие в 1857 г.». Пожалованы 25.12.1858 г.
  3. 5-7-й ротах — «За отличие в 1857 г. и за подавление восстания в Дагестане в 1877 г.». Пожалованы 25.12.1858 г. и 19.03.1880 г.
  4. в 8-й роте — «За отличие в 1857 г.». Пожалованы 25.12.1858 г.
  5. в 3-м батальоне — «За отличие в 1857 г. и за взятие штурмом кр. Геок-Тепе 12 Января 1881 г.». Пожалованы 25.12.1858 г. и 9.06.1882 г.
  6. в 13-15-й ротах — «За отличие в 1857 г. и за взятие штурмом кр. Геок-Тепе 12 Января 1881 г.». Пожалованы 25.12.1858 г. и 9.06.1882 г.
  7. в 16-й роте — «За отличие в 1857 г., в Хивинском походе в 1873 г. и за взятие штурмом кр. Геок-Тепе 12 Января 1881 г.». Пожалованы 25.12.1858 г., 17.04.1875 г. и 9.06.1882 г.

8. Красные отвороты на голенища сапог, в память Кунерсдорфского сражения 2 Августа 1759 года:
офицерам и нижним чинам 81-го пехотного Апшеронского Императрицы Екатерины Великой, ныне Его Императорского Высочества Великого Князя Георгия Михайловича полка. Приказ по военному ведомству № 153 от 6.03.1914 г.

## Полковые священники
- 1789—1800 гг. — Онисифор (Боровик)

## Известные люди, служившие в полку
- Антонович, Платон Александрович (1812—1883) — генерал-лейтенант, попечитель Киевского учебного округа.
- Вишневский, Фёдор Гаврилович — декабрист, участник русско-персидской и русско-турецкой войн в 1827—1829 гг.
- Глинка, Фёдор Николаевич — поэт
- Девель, Фёдор Данилович (1818—1887) — русский генерал, участник покорения Кавказа, Крымской войны и русско-турецкой войны 1877—1878 гг.
- Евдокимов, Николай Иванович (1804—1873) — граф, русский генерал, выдающийся боевой деятель покорения Кавказа.
- Загорецкий, Николай Александрович (1797—1885) — декабрист
- Небольсин, Пётр Фёдорович (?—1810) — русский генерал, участник русско-турецкой войны 1787—1792 г. и русско-персидской войны 1804—1813 гг.
- Попов, Михаил Герасимович — генерал-лейтенант, герой Севастопольской обороны в Крымскую войны
- Пышницкий, Дмитрий Ильич (1764—1844) — генерал-лейтенант, российский командир эпохи наполеоновских войн
- Романовский, Дмитрий Ильич — генерал-лейтенант, военный писатель, губернатор Туркестанской области
- Рябов, Самойла — рядовой, герой Кавказской войны
- Талышинский, Мир Ибрагим-хан — генерал-майор
- Шиманский, Иосиф-Владислав Антонович (1837—1887) — русский военный врач
- Шелашников, Константин Николаевич (1820—1888) — русский генерал, Иркутский губернатор
- Штанге, Эдуард Карлович — генерал-майор, воинский начальник Уфимской губернии
- Милорадович, Алексей Григорьевич —

## Георгиевские кавалеры офицеры и генералы

### 2-я степень
- граф Милорадович, Михаил Андреевич, генерал от инфантерии, шеф Апшеронского пехотного полка — 02.12.1812 г. — «За участие в Отечественной войне против французов».

### 3-я степень
- Колюбакин, Сергей Иванович, полковник — 12.04.1771 г. — «При городе Журжи, вскоча в ров, перешёл неприятельский ретраншамент и в самое короткое время посреди бою свой полк построил».
- князь Лобанов-Ростовский, Дмитрий Иванович, полковник, командир полка «За сражение при Мачине 28 июня 1791 г.»
- Милорадович, Михаил Андреевич, генерал от инфантерии, шеф Апшеронского мушкетерского полка — 12.01.1806 г. — «В воздаяние отличного мужества и храбрости, оказанных в бывших против французских войск сражениях — 24-го октября при м. Этинген и 30-го при Кремсе, где, командуя бригадою левого фланга, удержал стремившегося овладеть городом неприятеля, и опрокидывая поражал онаго несколько раз штыками».

### 4-я степень
- Аршеневский, Пётр Исаевич, полковник, командир полка — «за штурм крепости Журжи в 1771 году»
- Уваров, Александр Фёдорович, полковник, командир полка — «за действия против турок в 1774 году»
- Макаров, Евграф, полковник, командир полка — «за действия против турок в 1788 году»
- князь Лобанов-Ростовский, Дмитрий Иванович, полковник, командир полка — «За штурм кр. Измаила 11 декабря 1790 г.»
- Аршеневский, Аркадий, капитан, — «За штурм кр. Измаила 11 декабря 1790 г.»
- Марков, Евгений Иванович, премьер-майор — «За действия в Польше в 1792 году»
- Дендрыгин, Спиридон Дмитриевич, секунд-майор, — «За штурм Праги 24 октября 1794 г.»
- Николаев, Николай, майор — «За отличие при кр. Торне 28 января 1813 г.»
- Краснокутский, Александр Григорьевич, майор — «За отличие 11 июля 1813 г.»
- Мищенко, Пётр, полковник — «За отличие в 1824 году в Дагестане»
- Педяш, майор, — «За взятие аула Ахульго 10 июня 1837 г.»
- Вагнер, капитан, — «За взятие аула Ашильты 09 июня 1837 г.»
- Мягков, капитан, — «За штурм аула Ахульго 22 августа 1839 г.»
- Лункевич, поручик, — «За штурм аула Ахульго 22 августа 1839 г.»
- Евдокимов, подпоручик, — «За штурм аула Ахульго 22 августа 1839 г.»
- Бельгард, майор, — «За дело у аула Ишкарты 10 июля 1840 г.»
- Евдокимов, Николай Иванович, подполковник, — «За занятие аула Унцукуля в 1842 г.»
- Пассек, Диомид Васильевич, полковник, командир полка — «За геройское отступление из Хунзаха в ноябре 1843 г.»
- Павлов, капитан, — «За дело у Кака-Шуры 03 июня 1844 г.»
- Тергукасов, Арзас Артемьевич, полковник, командир полка — «За взятие аула Гуниба 25 августа 1859 г.»
- Егоров, Иван Егорович, подполковник — «За взятие аула Гуниба 25 августа 1859 г.»
- Скворцов, Павел Петрович, капитан — «За взятие аула Гуниба 25 августа 1859 г.»
- Кушнерёв, Павел Степанович, прапорщик — «За взятие аула Гуниба 25 августа 1859 г.»
- Шиманский, майор, — «За дело у Чхафизепса 02 марта 1862 г.»
- Буравцов, Александр Родионович, подполковник, — «За штурм Хивы 28 мая 1873 г.»
- Попов, Алексей Никитич, подполковник, — «За отбитие вылазки текинцев 30 декабря 1880 г.»
- Воропанов, Николай Николаевич, поручик — «За отличие при штурме кр. Геок-Тепе 12 января 1881 г.»
- Клосовский, Александр Северинович, капитан — «За бой под деревней Суходолы 20 августа 1914 г.»
- Абрамов, Григорий Евдокимович, ефрейтор — «За отличие в бою 24.04.1915. Награжден на основании п. 4 ст. 67 Георгиевского Статута.»